# Охомира
Охомира (груз. ოხომირა) — село в Грузии, на территории Ткибульского муниципалитета края (мхаре) Имеретия.

## География
Село находится в западной части Грузии, к югу от реки Цкалцителы, на расстоянии 25 километров к западо-юго-западу от города Ткибули, административного центра муниципалитета. Абсолютная высота — 457 метров над уровнем моря.

## Население
По результатам официальной переписи населения 2014 года, в Охомире проживал 21 человек (10 мужчин и 11 женщин). В национальной структуре населения грузины составляли 100 %.
| Год  | Население, человек |
| ---- | ------------------ |
| 2002 | 48                 |
| 2014 | ↘ 21               |